# Hall of Fame del calcio giapponese
La Hall of Fame del calcio giapponese (日本サッカーミュージアム (?)) collocata al Japan Football Museum, nella sede della federazione calcistica del Giappone di Bunkyō, Tokyo, ha lo scopo di celebrare i successi dei migliori giocatori, allenatori ed altre personalità che sono state figure significative nella storia del calcio giapponese.

## Hall of Fame
Di seguito le personalità e le squadre introdotte nella Hall of Fame in ogni anno.

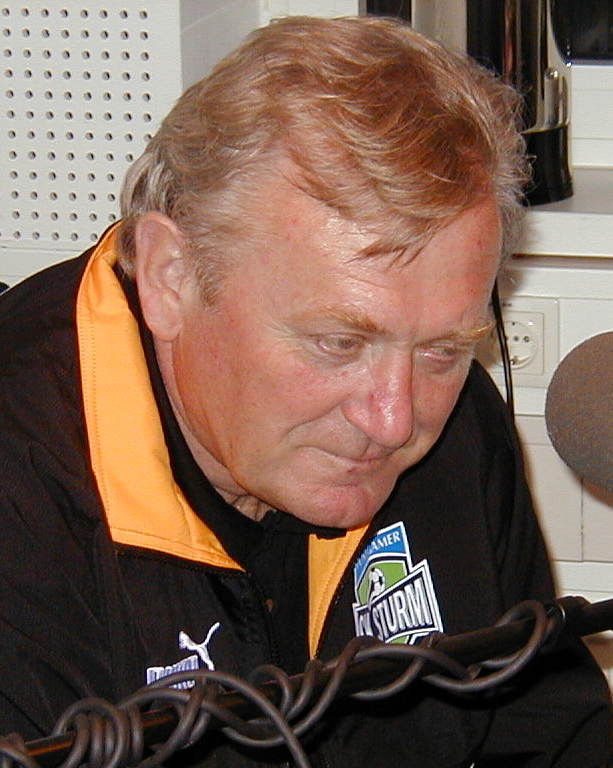
Ivica Osim

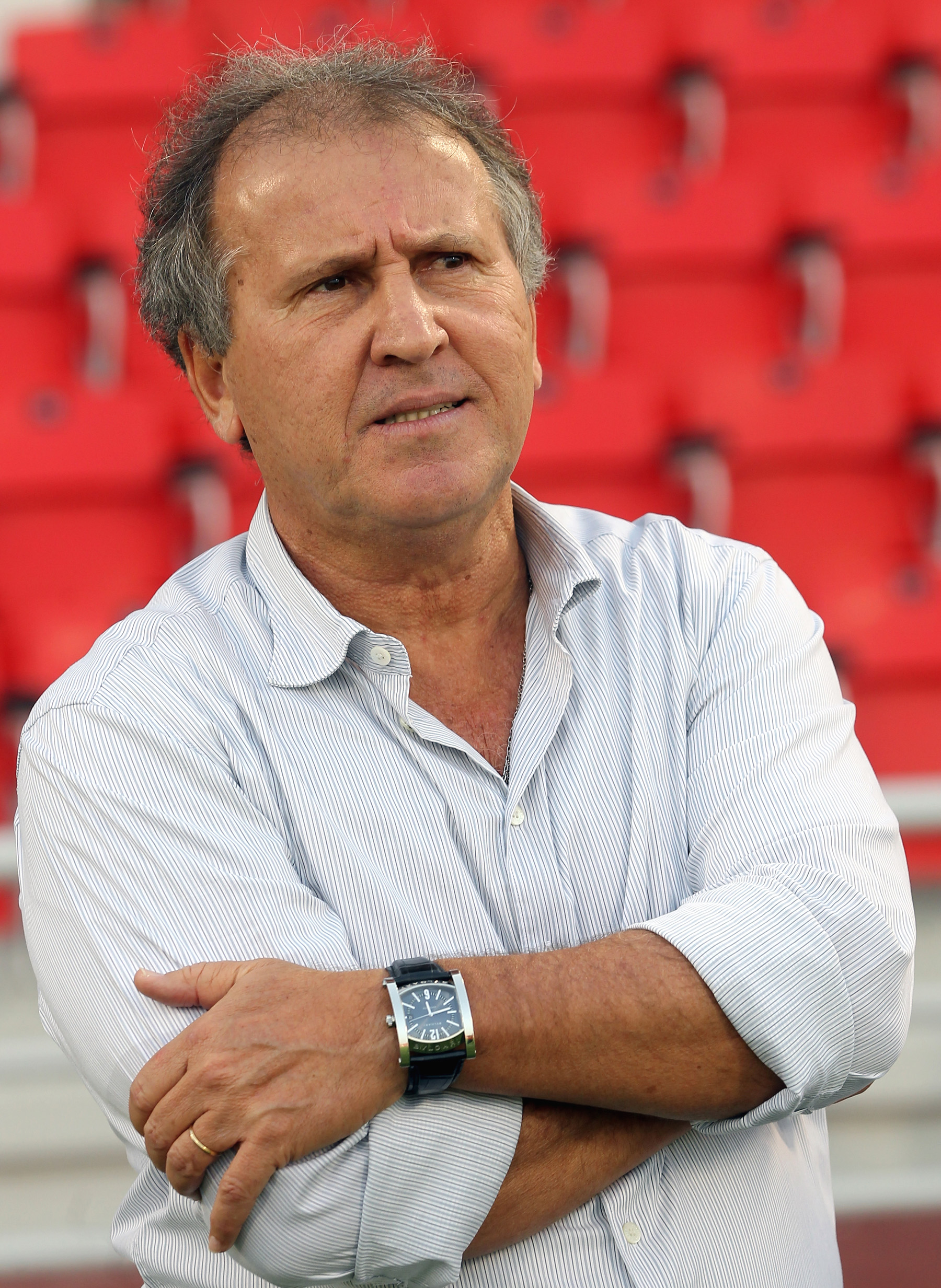
Zico

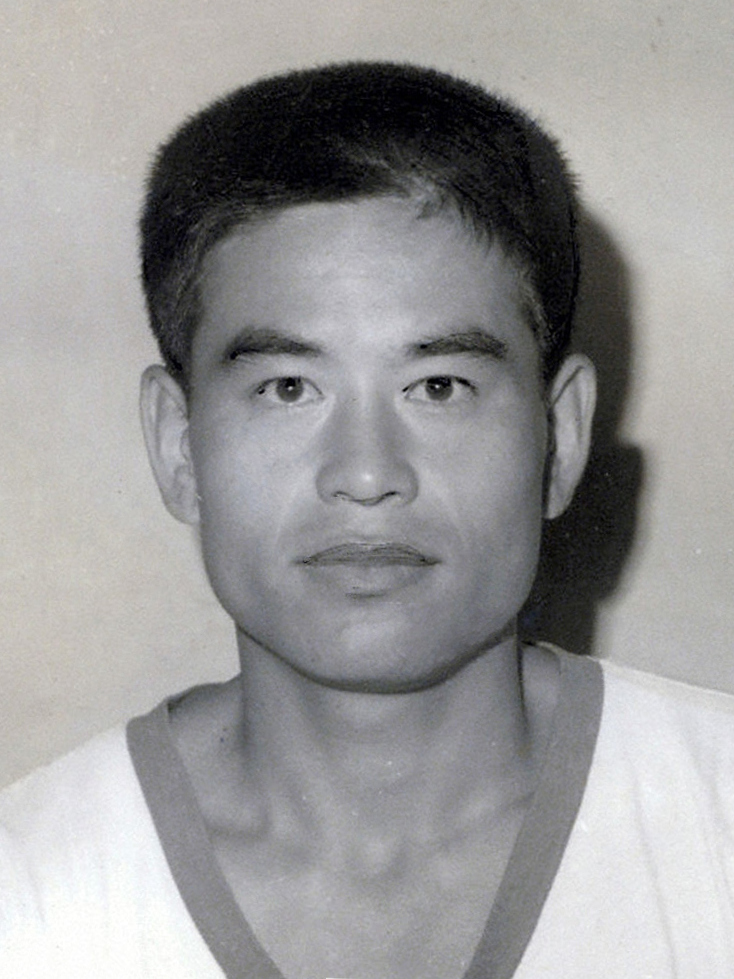
Saburo Kawabuchi

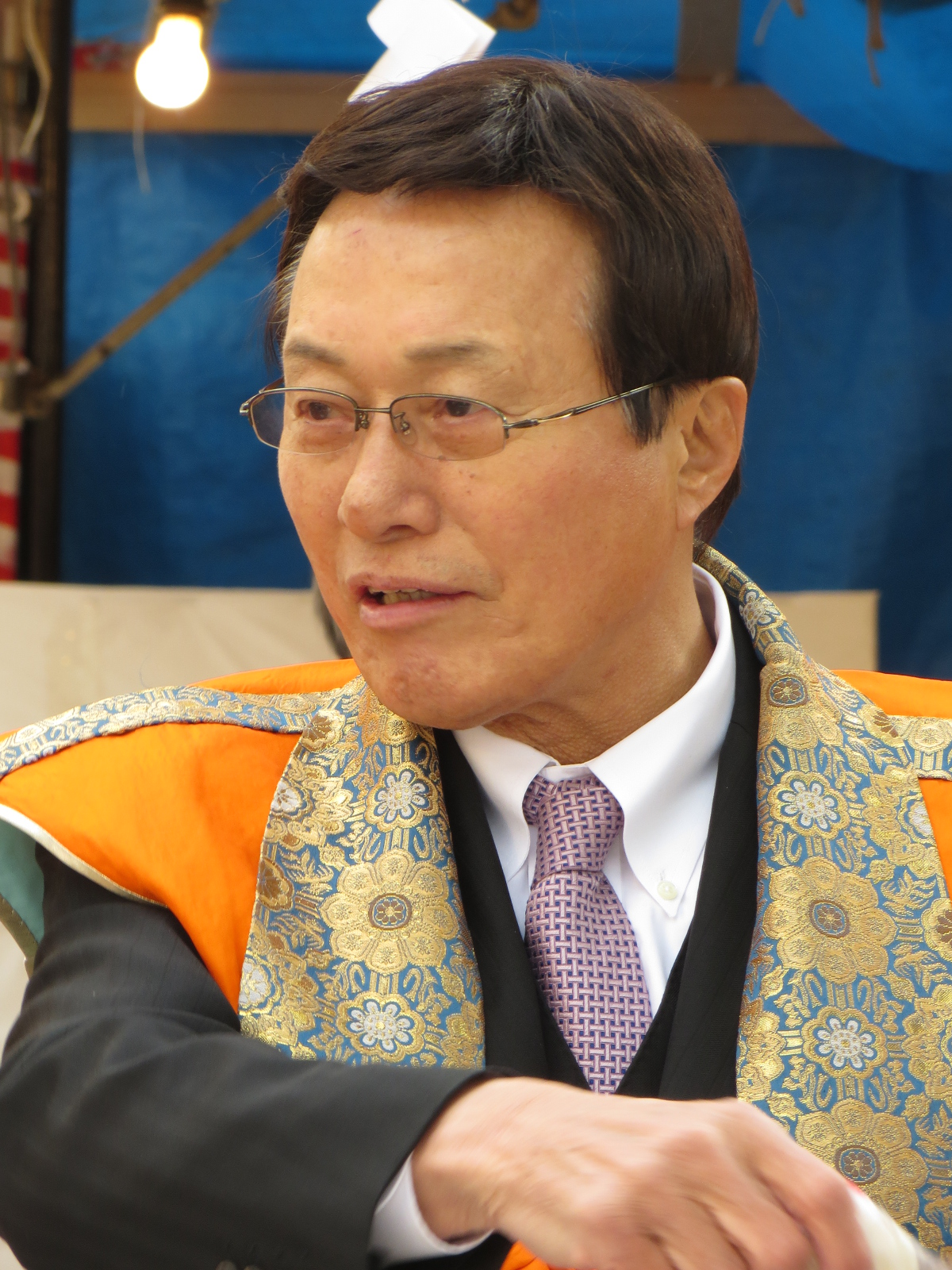
Kunishige Kamamoto

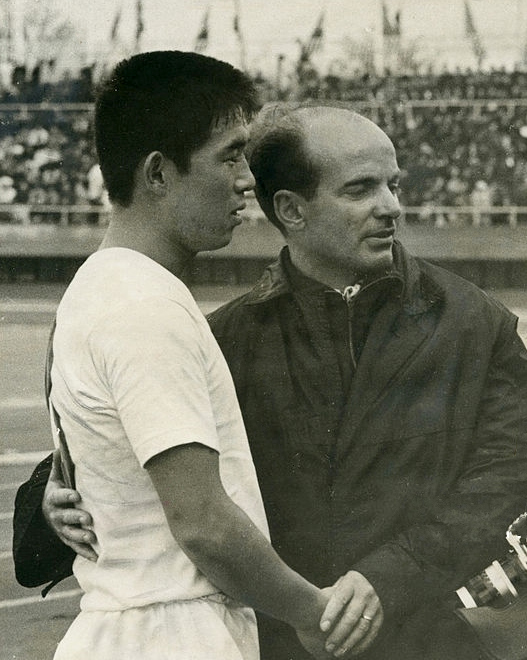
Ryuichi Sugiyama e Dettmar Cramer

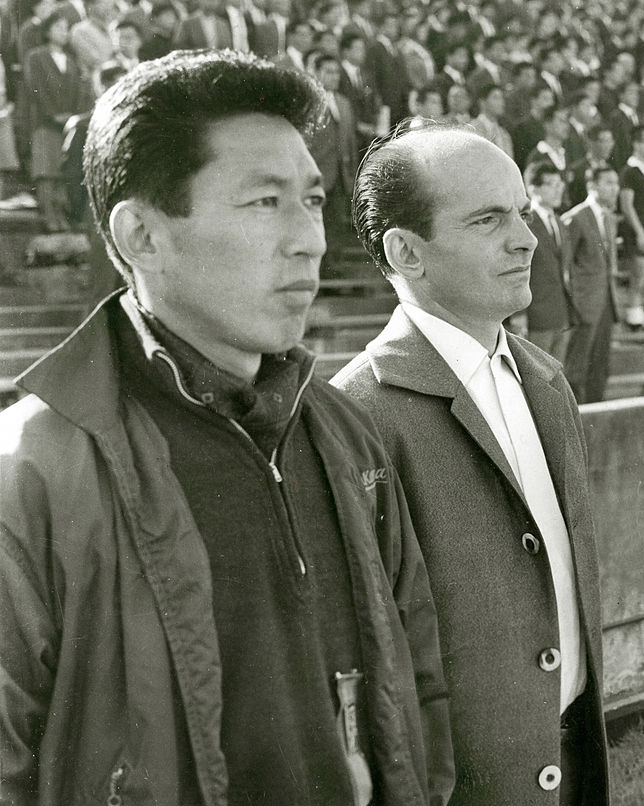
Ken Naganuma e Dettmar Cramer

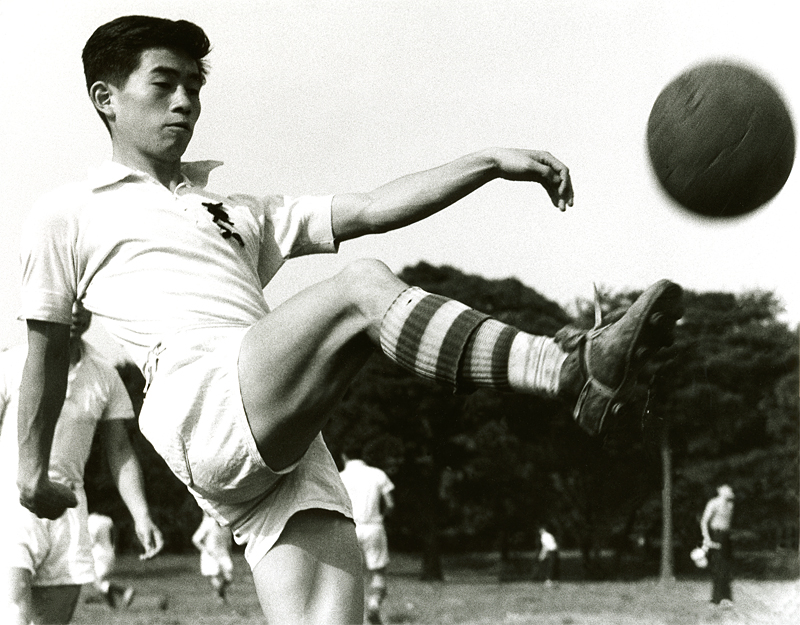
Shunichiro Okano

| Anno | Nome                        | Ruolo                      | Nazionalità          | Note                                                                    |
| ---- | --------------------------- | -------------------------- | -------------------- | ----------------------------------------------------------------------- |
| 2005 | Norihito, principe Takamado |                            | Giappone             | Principe del Giappone e Presidente onorario della JFA                   |
| 2005 | Kunishige Kamamoto          | Attaccante                 | Giappone             |                                                                         |
| 2005 | Ryuichi Sugiyama            | Attaccante                 | Giappone             |                                                                         |
| 2005 | Ryuzo Hiraki                | Difensore                  | Giappone             |                                                                         |
| 2005 | Masakatsu Miyamoto          | Difensore                  | Giappone             |                                                                         |
| 2005 | Shigeo Yaegashi             | Centrocampista             | Giappone             |                                                                         |
| 2005 | Jikichi Imamura             |                            | Giappone             | Primo Presidente della JFA                                              |
| 2005 | Ryutaro Fukao               |                            | Giappone             | Presidente della JFA (1935-1945)                                        |
| 2005 | Ryutaro Takahashi           |                            | Giappone             | Presidente della JFA (1947-1954)                                        |
| 2005 | Yuzuru Nozu                 |                            | Giappone             | Presidente della JFA e membro della FIFA                                |
| 2005 | Tomisaburo Hirai            |                            | Giappone             | Presidente della JFA (1976-1987)                                        |
| 2005 | Shizuo Fujita               |                            | Giappone             | Presidente della JFA (1987-1992)                                        |
| 2005 | Hideo Shimada               |                            | Giappone             | Presidente della JFA (1992-1994)                                        |
| 2005 | Ken Naganuma                | Attaccante                 | Giappone             | Presidente della JFA (1994-1998)                                        |
| 2005 | Shunichiro Okano            | Attaccante                 | Giappone             | Presidente della JFA (1998-2002)                                        |
| 2005 | Taizo Kawamoto              | Attaccante                 | Giappone             |                                                                         |
| 2005 | Dettmar Cramer              | Allenatore                 | Germania             |                                                                         |
| 2005 | Goro Yamada                 | Centrocampista             | Giappone             |                                                                         |
| 2005 | Shigemaru Takenokoshi       | Centrocampista             | Giappone             |                                                                         |
| 2005 | Chitaro Tanabe              | Allenatore                 | Giappone             |                                                                         |
| 2005 | Shigeaki Murakata           | Portiere                   | Giappone             |                                                                         |
| 2006 | Toshio Iwatani              | Attaccante                 | Giappone             |                                                                         |
| 2006 | Takuji Ono                  | Allenatore                 | Giappone             | Direttore generale della JFA                                            |
| 2006 | Taro Kagawa                 | Attaccante                 | Giappone             |                                                                         |
| 2006 | Hideo Shinojima             | Attaccante                 | Giappone             |                                                                         |
| 2006 | Teizo Takeuchi              | Difensore                  | Giappone             |                                                                         |
| 2006 | Misao Tamai                 | Attaccante                 | Giappone             |                                                                         |
| 2006 | Masanori Tokita             | Attaccante                 | Giappone             |                                                                         |
| 2006 | Sumioki Nitta               | Allenatore                 | Giappone             | Membro della prima giunta direttiva della JFA                           |
| 2006 | Hirokazu Ninomiya           | Attaccante                 | Giappone             |                                                                         |
| 2006 | Genichi Fukushima           | Arbitro                    | Giappone             |                                                                         |
| 2006 | Kenzo Yokoyama              | Portiere                   | Giappone             |                                                                         |
| 2006 | Takaji Mori                 | Difensore, Allenatore      | Giappone             |                                                                         |
| 2006 | Teruki Miyamoto             | Centrocampista, Allenatore | Giappone             |                                                                         |
| 2006 | Masashi Watanabe            | Attaccante, Allenatore     | Giappone             |                                                                         |
| 2006 | Aritatsu Ogi                | Centrocampista, Allenatore | Giappone             |                                                                         |
| 2006 | Gendo Tsuboi                |                            | Giappone             | Ha introdotto il calcio in Giappone                                     |
| 2006 | Tairei Uchino               |                            | Giappone             | Membro fondatore della JFA                                              |
| 2007 | Mitsuo Kamata               | Difensore, Allenatore      | Giappone             |                                                                         |
| 2007 | Yoshitada Yamaguchi         | Difensore, Allenatore      | Giappone             |                                                                         |
| 2007 | Hiroshi Katayama            | Difensore                  | Giappone             |                                                                         |
| 2007 | Kyaw Din                    |                            | Birmania britannica  | Promotore del calcio in Asia                                            |
| 2007 | Shigeyoshi Suzuki           | Attaccante, Allenatore     | Giappone             |                                                                         |
| 2008 | Saburo Kawabuchi            | Attaccante, Allenatore     | Giappone             | Allenatore del Giappone (1980-1981), Presidente della JFA (2002-2008)   |
| 2008 | William Haigh               |                            | Inghilterra          | Promotore del calcio in Giappone                                        |
| 2008 | Shiro Teshima               | Attaccante                 | Giappone             |                                                                         |
| 2009 | Ikuo Matsumoto              | Attaccante, Allenatore     | Giappone             | Medaglia di bronzo ai Giochi Olimpici di Città del Messico 1968         |
| 2009 | Hidetoki Takahashi          | Attaccante, Allenatore     | Giappone             | Allenatore del Giappone (1957; 1960-1962)                               |
| 2009 | Shiro Otani                 | Difensore, Allenatore      | Giappone             | Fondatore del Kobe Football Club, primo club giapponese                 |
| 2009 | Yoshiyuki Maruyama          | Arbitro                    | Giappone             |                                                                         |
| 2010 | Daishiro Yoshimura          | Centrocampista, Allenatore | Giappone             |                                                                         |
| 2010 | Hiroshi Ochiai              | Difensore                  | Giappone             |                                                                         |
| 2010 | Hiroshi Kagawa              | Attaccante                 | Giappone             | Pioniere del giornalismo calcistico in Giappone                         |
| 2010 | Noboru Ohata                |                            | Giappone             | Medico sportivo                                                         |
| 2010 | Toshio Asami                | Centrocampista, Arbitro    | Giappone             |                                                                         |
| 2010 | Ryozo Suzuki                | Difensore                  | Giappone             |                                                                         |
| 2011 | Takeo Tawa                  | Allenatore                 | Giappone             | Allenatore e dirigente sportivo.                                        |
| 2011 | Sokichiro Ushiki            |                            | Giappone             | Giornalista sportivo                                                    |
| 2011 | Christopher W. McDonald     | Portiere                   | Inghilterra          | Imprenditore e dirigente sportivo                                       |
| 2012 | Yasuhiko Okudera            | Centrocampista, Allenatore | Giappone             | Calciatore, allenatore e dirigente sportivo.                            |
| 2012 | Yoshikazu Nagai             | Attaccante, Allenatore     | Giappone             |                                                                         |
| 2012 | Katsuhiko Kaneko            |                            | Giappone             | Telecronista sportivo                                                   |
| 2012 | Takeshi Narahara            |                            | Giappone             | Giornalista sportivo                                                    |
| 2013 | Junji Ogura                 |                            | Giappone             | Presidente della JFA (2008-2011)                                        |
| 2013 | Hans Ooft                   | Attaccante, Allenatore     | Paesi Bassi          | Allenatore del Giappone (1992-1993)                                     |
| 2013 | Shizuo Takada               | Arbitro                    | Giappone             |                                                                         |
| 2014 | Shinroku Morohashi          | Attaccante                 | Giappone             | Calciatore, imprenditore e dirigente sportivo                           |
| 2014 | Michihiro Ozawa             | Centrocampista             | Giappone             |                                                                         |
| 2014 | Mutsuhiko Nomura            | Attaccante, Allenatore     | Giappone             |                                                                         |
| 2015 | Teiichi Matsumaru           | Centrocampista             | Giappone             |                                                                         |
| 2015 | Yukio Shimomura             | Portiere, Allenatore       | Giappone             | Allenatore del Giappone (1979-1980)                                     |
| 2015 | Hiroshi Ninomiya            | Attaccante, Allenatore     | Giappone             | Allenatore del Giappone (1976-1978)                                     |
| 2015 | Kenji Onitake               | Attaccante, Allenatore     | Giappone             |                                                                         |
| 2016 | Zico                        | Centrocampista, Allenatore | Brasile              | Allenatore del Giappone (2002-2006)                                     |
| 2017 | Shu Kamo                    | Attaccante, Allenatore     | Giappone             | Allenatore del Giappone (1994-1997)                                     |
| 2017 | Kyoji Imai                  |                            | Giappone             | Fotografo sportivo.                                                     |
| 2018 | Hisashi Kato                | Difensore, Allenatore      | Giappone             |                                                                         |
| 2018 | Ruy Ramos                   | Centrocampista, Allenatore | Brasile              | Allenatore della nazionale giapponese di beach soccer                   |
| 2019 | Akira Nishino               | Centrocampista, Allenatore | Giappone             | Allenatore del Giappone (2018)                                          |
| 2019 | Takeshi Okada               | Difensore, Allenatore      | Giappone             | Allenatore del Giappone (1997-1998; 2007-2010)                          |
| 2019 | Norio Sasaki                | Centrocampista, Allenatore | Giappone             | Allenatore della Nazionale femminile di calcio del Giappone (2008-2016) |
| 2020 | Kazushi Kimura              | Centrocampista, Allenatore | Giappone             |                                                                         |
| 2020 | Philippe Troussier          | Difensore, Allenatore      | Francia              | Allenatore del Giappone (1998-2002)                                     |
| 2022 | Ivica Osim                  | Centrocampista, Allenatore | Bosnia ed Erzegovina | Allenatore del Giappone (2006-2007)                                     |
| 2022 | Tadatoshi Komine            | Allenatore                 | Giappone             |                                                                         |
| 2022 | Tomonori Kitayama           |                            | Giappone             | Imprenditore e dirigente sportivo                                       |
| 2022 | Michie Ayabe                | Allenatore                 | Giappone             | Considerata la prima allenatrice donna giapponese                       |
| 2023 | Hideo Osawa                 | Portiere, Allenatore       | Giappone             | Calciatore, allenatore e dirigente sportivo                             |
| 2023 | Kuniya Daini                | Difensore, Allenatore      | Giappone             | Presidente della JFA (2012-2016)                                        |
| 2023 | Sérgio Echigo               | Centrocampista             | Brasile              | Calciatore e commentatore sportivo                                      |
| 2023 | Yōichi Takahashi            |                            | Giappone             | Mangaka, creatore di Capitan Tsubasa                                    |
| 2024 | Alberto Zaccheroni          | Allenatore                 | Italia               | Allenatore del Giappone (2010-2014), vincitore della Coppa d'Asia 2011  |